# Championnat du monde masculin de volley-ball des moins de 19 ans 2005
Navigation
Suphanburi 2003 Tijuana/Mexicali 2007
Le neuvième championnat du monde masculin de volley-ball des moins de 19 ans a été organisé en Algérie et s'est déroulé du 24 août au 1er septembre 2005. Les deux villes qui ont accueilli la compétition sont Alger et Oran.

## Distinctions
- Meilleur joueur (MVP) : Anton Fomenko  Russie
- Meilleur marqueur : Nicolas Maréchal  France
- Meilleur attaquant : Mohammad Mousavi  Iran
- Meilleur contreur : Deivid Costa  Brésil
- Meilleur serveur : Konstantin Lesik  Russie
- Meilleur passeur : Juraj Zaťko (en)  Slovaquie
- Meilleur défenseur : Roman Martiniouk  Russie
- Meilleur réceptionneur : Roman Martiniouk  Russie

## Classement final
| Place              | Équipe       |
| ------------------ | ------------ |
| Médaille d'or      | Russie       |
| Médaille d'argent  | Brésil       |
| Médaille de bronze | Italie       |
| 4                  | Argentine    |
| 5                  | Iran         |
| 6                  | France       |
| 7                  | Pologne      |
| 8                  | Slovaquie    |
| 9                  | Bulgarie     |
| 9                  | Égypte       |
| 9                  | Inde         |
| 9                  | Corée du Sud |
| 13                 | Algérie      |
| 13                 | Canada       |
| 13                 | Mexique      |
| 13                 | Tunisie      |